# محمد إدريس دودوخ
الفريق أول محمد باشا إدريس دودوخ
ولد محمد إدريس في مدينة ناعور في المملكة الأردنية الهاشمية (إمارة شرق الأردن آنذاك) عام 1924م. تخرّج من الكلية العسكرية في بغداد في أواسط الأربعينات. إنضم للقوات المسلحة الأردنية في سلاح المدفعية برتبة تلميذ مرشح عام 1949م.
شارك في حرب الأيام الستة في حزيران 1967م. تدرج في الرتب والمناصب العسكرية، حيث استلم العديد من المناصب العسكرية الرفيعة المهمة ومنها: قائد سلاح المدفعية الأردني، وآمر كلية الأركان الملكية، ومساعد رئيس هيئة الأركان للعمليات، ورئيس هيئة الأركان الأردنية برتبة فريق في الفترة 1976-1978.
عين في منصب السكرتير العسكري وكبير المرافقين لجلالة الملك الحسين بن طلال في الفترة 1979-1981م. عين مديراً للأمن العام في الأردن في الفترة 15-12-1981م وحتى 23-7-1984م حيث تقاعد برتبة فريق أول. مًنح العديد من الأوسمة الأردنية والعربية والأجنبية تقديراً لكفائته وإخلاصه.